# 1ch Music
『1ch Music』（いっちゃんミュージック）は、日本海テレビで放送されていた音楽番組である。

## 概要
山陰地方で行われるライブの情報を紹介している深夜番組で、ライブに出演するアーティストへのインタビューや過去に行われたライブの模様なども放送している。また、番組の放送中にライブチケットの先行予約受付を行っている。
番組の制作は米子市内でライブハウスを運営する有限会社ベリエミュージックエンターテイメント（BELIER Music Entertainment Ltd.）が行っており、番組公式サイトの管理も同社が行っている。
タイトルの「1ch」は同局のチャンネル番号（アナログ放送のガイドチャンネルおよびデジタル放送のリモコンキーID）を示す。

## 放送時間
- 毎月最終土曜 25:50 - 26:20 （不明 - 2010年12月）
- 毎週土曜 25:35 - 25:50 （2011年4月 - ）

## 司会
- マツモトアキノリ（2009年3月まで）
- コージ（2009年4月から）
- 串山真理（当時日本海テレビアナウンサー、2011年4月から2012年3月まで）
- 山口有貴（日本海テレビアナウンサー、2012年4月から）